# Pskovskij rajon
Lo Pskovskij rajon (in russo Псковский район?) è un rajon dell'Oblast' di Pskov, nella Russia europea. Istituito nel 1927, ha come capoluogo Pskov.